# Чулуунхороот
Чулуунхороот — сомон аймаку Дорнод, Монголія. Територія 6,539 тис. км², населення 1,8 тис. Центр — селище Ереенцав, розташований на відстані 240 км від Чойбалсана та 885 км від Улан-Батора.

## Економіка
У 1956 році було створено племінний держгосп.

## Соціальна сфера
Школа, лікарня, будинок культури.